# Bāsh Barāt
Bāsh Barāt (persiska: باش برات, Bāshbarāt) är en ort i Iran.   Den ligger i provinsen Västazarbaijan, i den nordvästra delen av landet, 400 km väster om huvudstaden Teheran. Bāsh Barāt ligger 1 941 meter över havet och antalet invånare är 426.
Terrängen runt Bāsh Barāt är huvudsakligen kuperad, men åt sydost är den platt.Runt Bāsh Barāt är det ganska tätbefolkat, med 78 invånare per kvadratkilometer. Närmaste större samhälle är Takāb, 14,7 km sydost om Bāsh Barāt. Trakten runt Bāsh Barāt består i huvudsak av gräsmarker.